# Wydmusy (przystanek kolejowy)
Wydmusy – zlikwidowany w 1973 roku wąskotorowy przystanek osobowy w Wydmusach na linii kolejowej Myszyniec – Grabowo Wąskotorowe, w powiecie ostrołęckim, w województwie mazowieckim, w Polsce.